# Lowlands 1994

Lowlands 1994 (voluit: A Campingflight to Lowlands Paradise) werd van 26 tot 28 augustus 1994 gehouden in Biddinghuizen. Het was de 2e editie van het Lowlandsfestival. Er werden in totaal 12.500 kaarten verkocht. Voor het eerst werden de namen van de podia aangeduid met een letter uit het NAVO-spellingsalfabet (Alpha, Bravo en Charlie).

## Artiesten
| - 35007 - African Headcharge - Arrested Development - Bettie Serveert - Biohazard - Bivouac - Candlebox - Compulsion - Cop Shoot Cop - Cypress Hill - Daryll-Ann - Dead Moon - dEUS - Dig - Dread Zone - Eat Static - Frank Black - G. Love & Special Sauce - Gang Starr - Gorefest - Helmet | - Jeff Buckley - Jeru the Damaja - Julia P. Hersheimer - Les Tambours du Bronx - Levellers - Life Of Agony - Live - Lotion - Man Or Astro-Man - Megadog - Michael Katon - Moonlizards - Morphine - Mother Tongue - Motorpsycho - Mucky Pup - Heather Nova - Oasis - Paradise Lost - Pavement | - Quazar - Quicksand (band) - Red Red Meat - Reverend Horton Heat - Rollins Band - Sebadoh - Senser - Shootyz Groove - Speedy J - Stabbing Westward - The Afghan Whigs - The Genitorturers - The Lemonheads - The Offspring - The Tea Party - Terrorvision - They Might Be Giants - Tindersticks - Transglobal Underground - Underworld - Victims Family |

1967 · 1968 · 1993 · 1994 · 1995 · 1996 · 1997 · 1998 · 1999 · 2000 · 2001 · 2002 · 2003 · 2004 · 2005 · 2006 · 2007 · 2008 · 2009 · 2010 · 2011 · 2012 · 2013 · 2014 · 2015 · 2016 · 2017 · 2018 · 2019 · 2020 · 2021 · 2022 · 2023 · 2024 · 2025 · 2026